# 마륭
마륭(馬隆,? ~ ?)은 중국 서진의 장수로, 자(字)는 효흥(孝興)이며, 동평군 평륙현 사람이다.

## 생애
젊어서부터 지용을 갖추어 명분과 절의를 세우길 좋아했으며, 위의 연주자사 영호우(令狐遇)에게 의탁한 바가 있는데, 영호우가 왕릉의 난에 연루되어 시체를 꺼내 기시를 당했다. 이에 영호우의 시신을 거두는 자가 없어 마륭은 사재를 털어서 초빈을 하고, 3년간 복상하면서 소나무와 잣나무를 심으면서 온갖 예를 다하며 신세를 갚으니 주에선 이를 미담으로 삼았다고 한다.
265년에서 274년 사이에 사마염(司馬炎)이 오나라를 정벌하기 위한 인재들을 모집했는데, 이때 마륭은 연주에서 추천을 받아 사마독에 임명되었다.
270년, 진주자사 호열(胡烈), 271년에 양주자사 견홍(牽弘) 등이 선비족의 독발수기능에게 전사한 상황에서 서진에서는 크게 걱정했다.
277년, 문앙(文鴦)이 독발수기능을 격파하면서 20만여 명의 호족들의 항복을 받아내는등의 차도를 보였지만, 이듬해에 양흔(楊欣)이 독발수기능과 한무리였던 강족과의 화친을 끊었는데, 이 사실을 안 마륭은 반드시 양흔이 죽을 것을 예측했다고 한다.
마륭의 예측대로 무위에서 양흔은 강족 약라발능(若羅拔能)과의 전투에서 크게 패하고 목숨마저 잃고, 이 여파로 279년 봄에는 양주는 독발수기능에게 함락되면서 서쪽 지방은 서진의 조정과 완전히 연락이 두절되었다. 사마염은 서방 상실에 큰 근심에 빠졌고, 이런 상황을 타파하기 위한 계책을 물어보았지만 아무도 대답하지 못했다고 한다.
그런 와중에 마륭은 3천 명의 용사만으로도 독발수기능의 무리들을 평정할 수 있다고 하자 사마염은 이를 허락하면서 토로호군 겸 무위태수로 삼았다. 공경들 모두가 마륭에 대해서 안 좋은 말을 했지만 사마염은 이를 듣지 않았으며, 마륭은 4균의 활을 당길 수 있는 사람과 9석의 노를 당길 수 있는 사람을 모집하면서 시험을 치러 3천 5백 명을 뽑았다.
스스로 무고에 가서 병장기를 뽑으려 했지만 무고령이 마륭과 분쟁을 일으키고, 어사중승이 마륭을 탄핵하자 마륭은 사마염에게 “신은 목숨을 걸고 싸움터에 나가는데 무고령이 위나라 때 썩어빠진 병장기를 주려고 하니 이는 폐하께서 신에게 일을 시키시려는 뜻에 맞지 않는 것입니다.”라고 말하자 사마염은 마륭한테 가지고 싶은 것은 모두 가지게 하고, 3년치 예산을 주고 그를 파견시켰다.
마륭은 서쪽으로 진군해서 온수(溫水)를 건너니 독발수기능은 수만을 거느리고 험한 지형에 의지해서 앞을 막으면서 뒤를 끊으려고 했으며, 산길이 좁기에 마륭은 팔진도에 의거해 편성거를 만들어서 나무지붕을 수레 위에 얹어놓아 공격을 막다가 이리저리 돌아다니면서 1천리를 진군하니 죽거나 패배한 적병들이 아주 많았다.
마륭이 서쪽으로 진군하고 소식이 끊기자 조정에서 마륭에 대해 매우 걱정한 상황에서 어떤 이는 마륭이 죽었다고 주장했는데, 밤에 마륭의 사자가 도착하자 사마염은 손을 비비며 “만약에 여러 경들의 말을 좇았더라면 지금 양주는 없어졌을 것이오!”라고 말했다. 마륭에게 가절과 벼슬을 내려 선위장군으로 삼았으며, 12월에 마륭과 독발수기능이 크게 싸워 독발수기능이 패배해 전사하면서 마륭은 10년간의 농서지방을 어지럽힌 독발수기능의 난을 평정했다.
280년에서 289년 사이에 서평이 황랑하기에 마륭을 평로호군에 서평태수로 삼아서 파견했는데, 이민족 성해가 매번 소란을 피우자 마륭이 성해를 격파하려고 했다. 성해가 험한 지형에 의지해서 거세게 저항하자 마륭은 이에 대응해 농장기를 들고와 농사를 짓는 척을 했는데, 적이 방심해서 습격하자 마륭은 이들을 무찌르고 반란을 평정했다.
290년, 봉고현후에 봉해지고 동강교위를 얻었으며, 10여 년 동안 마륭은 농서일대를 위엄과 신의로 다스리고 있었다. 악양태수 풍익 사람 엄서는 마륭을 대신하고 싶어서 양준(楊駿)과의 연줄을 이용하여 마륭이 노망이 났다고 소문을 내자 이민족들이 준동했고, 조정은 마륭을 불러들이고 엄서로 교체하였다.
이후 저족과 강족이 서로 연합하고 모여들자 백성들은 두려워해 조정은 관농 일대가 다시 시끄러워질 게 두려워 엄서를 면직해 마륭을 다시 복직시키자 벼슬을 지내다가 병사했으며, 아들 마함이 대를 이었다.
마함은 날래고 용력이 있었으며, 8왕의 난 당시 성도왕 사마영이 사마예(司馬睿)를 칠 때 마함을 응양장군으로 삼아서 하교를 막게 했지만 사마예의 장군 왕호한테 패하여 죽었다.